# Firmin Baes

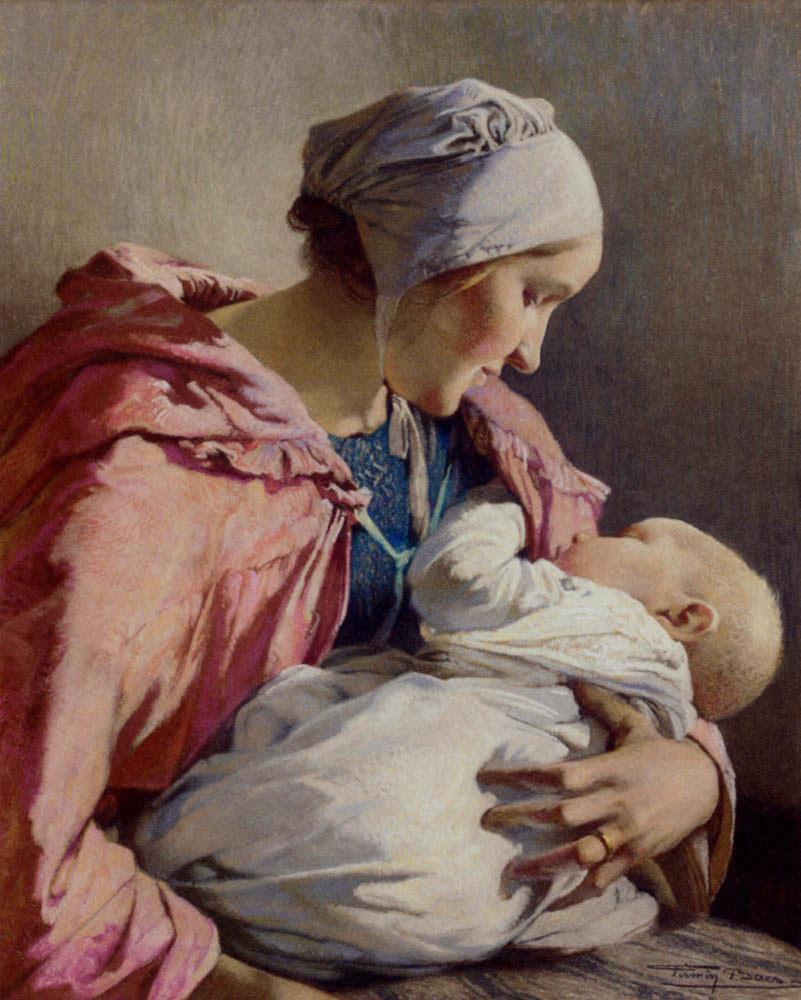
Zachte dromen

Firmin Baes (Sint-Joost-ten-Node, 19 april 1874 – Elsene, 4 december 1943) was een Belgisch kunstschilder en pastelschilder.

## Biografie

### Jonge jaren
Baes werd geboren als de zoon van Henri Baes, een decoratieschilder en leraar en directeur aan de École des Arts Décoratifs in Brussel, en van Héloïse Boly. Hij had twee zussen, Alice en Irma. Laatstgenoemde huwde met de kunstschilder Frans van Holder.
Firmin Baes groeide op in een artistiek milieu: grootvader was inlijster en prentenhandelaar; een grootoom, Emile, was decorateur; Baes' vader, die soms nauw met zijn oom Emile samenwerkte, decoreerde onder andere de pakketboten voor de lijnen Oostende-Dover en Antwerpen-Congo. Hij schilderde ook de decoratieve panelen voor het café Metropole in Brussel en vervaardigde decoraties in schouwburgen, kastelen en herenhuizen. Hij verzorgde ook veel gelegenheidsdecoraties voor feestelijkheden, onder andere rond de 50ste verjaardag van de onafhankelijkheid in 1880. De broers van Baes' vader, Jean, Charles en Pierre waren respectievelijk architect, glazenier en industrieel ambachtsman. Al heel vroeg toonde Baes aanleg voor tekenen en voor muziek. Dit laatste liet hij na ten voordele van het eerste. Baes werkte al vroeg mee met de equipe van zijn vader aan diverse opdrachten, onder andere de decoratie van restaurants met landschapsschilderingen. Een eerste invloed kwam er van kunstschilder Léon Frédéric, die af en toe met zijn vader samenwerkte aan decoratieopdrachten.

### Studies
Zijn studies deed hij aan de Academie in Brussel van 1888 tot 1894, waarna hij zich inschreef in een privé-academie, La Patte de Dindon, gelegen boven een herberg met dezelfde naam op de Brusselse Grote Markt. Daar leerde hij onder meer Eugène Laermans, Jean Laudy, Emile Fabry en Victor Rousseau kennen. Zijn vroegste werken zijn door de stijl van Léon Frédéric – een kleurrijk en picturaal nogal scherp realisme – beïnvloed: Vrouw met klaver, Terugkeer van de verloren zoon, Boogschutters, De weg, De zaaier.

### Voorspoedige carrière
Baes kende van meet af aan succes. In 1897 nam hij deel aan de prestigieuze Godecharlewedstrijd met Terugkeer van de verloren zoon.
Vanaf 1898 vinden we Baes terug als lid van de kunstkring Pour l'Art en als regelmatig deelnemer aan de salons van deze vereniging (ingericht tot 1941). Pour l'Art was in 1892 ontstaan als proteststem van de jongeren binnen de groep L'Essor, die zich afzetten tegen de oudere Essor-leden die in hun optiek niet meer evolueerden. Andere leden van Pour l’Art waren onder meer Pieter Braecke, Albert Ciamberlani, Omer Coppens, Léon Dardenne, Jean Delville, Joseph-Henri Dierickx, Omer Dierickx, Emile Fabry, Georges Fichefet, Adolphe Hamesse, Alexandre Hannotiau, Jean-Marie Hérain, William Jelley, Georges Morren, Victor Rousseau, Henri Ottevaere en Amedée Lynen. Voor het 21ste Salon van Pour l'Art in 1913 ontwierp Baes de affiche. Baes nam gretig deel aan schetswandelingen, de culturele uitstappen en de reizen van de vereniging. Deze gingen bijvoorbeeld naar de vallei van de Semois, maar ook naar Duitsland en Zwitserland. Zijn gezicht op de Borromeïsche Eilanden met onvoorstelbare kleurenpracht is een afgeleide van die reizen.
In 1899-1900 werkte hij met zijn vader samen aan twee prestigieuze decoratieopdrachten in Brussel, het restaurant Stielen en het Hôtel Continental. Inmiddels behaalde hij ook zijn eerste onderscheidingen: brons in de Exposition Universelle 1900 in Parijs voor Boogschutters, brons in de wereldtentoonstelling van 1904 in Saint Louis in de Verenigde Staten van Amerika.
Na 1900 schakelde hij over naar het pasteltekenen, een techniek die hij als evenwaardig aan olieverfschilderijen beschouwde. Hij ontwikkelde en vervolmaakte een eigen pastel-op-doek-techniek, die opviel door de hoge realiteitsgraad in de vormgeving en het virtuoze coloriet.

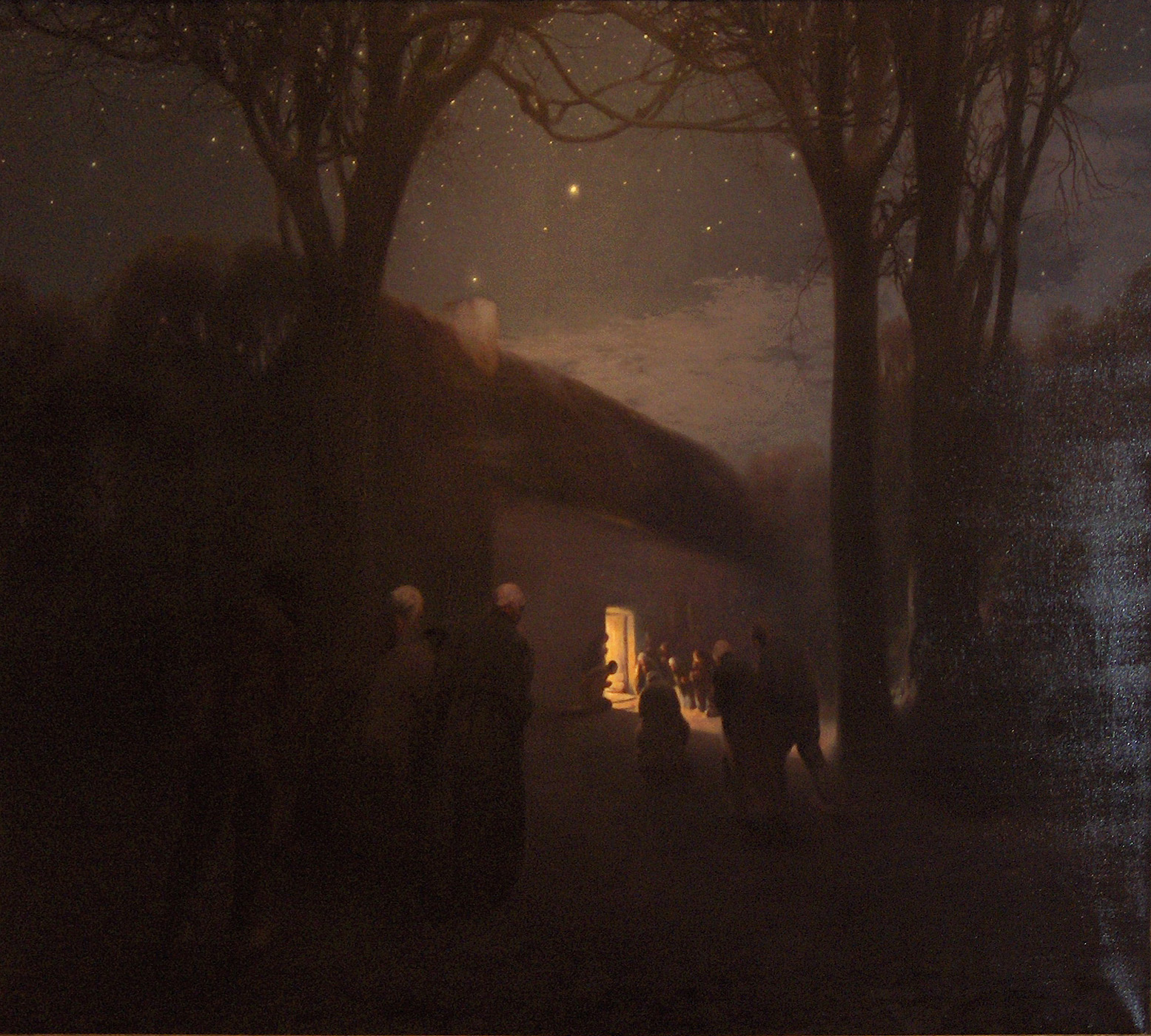
Nachtelijk landschap met Kersttafereel in schuur (1900) (Het kerstgebeuren getransponeerd in een Brabants landschap rond 1900)

Firmin Baes huwde in 1902 met Maria Nelis; zij kregen drie dochters. Suzanne (1903), Marguerite (1904-1906) en Georgette (1906-
Het Museum van Oostende kocht in 1907 als eerste kunstinstelling werk van hem aan: Het kind (vernield 1940). Dat van Elsene volgde in 1912 met de aankoop van Oogster. Daarna kwamen dat van Brussel in 1913 met Moederschap, Brugge met De schoonmaakster en Antwerpen met Bretoense uit Pont l'Abbé. Het jaar daarop kocht koningin Elisabeth De geranium.
Baes, succesvol kunstenaar met de nodige financiële slagkracht, liet zich in 1910 een huis bouwen aan de Molièrelaan 166 in Brussel, en in 1914 een villa "Le Chenois" in Faulx-les-Tombes. Hij decoreerde de huizen zelf met tal van taferelen uit het landleven. Vóór hij die villa bezat, huurde hij 's zomers een kasteeltje te Faulx of een landhuis in Wierde.

### Interbellum
Het interbellum was voor Baes, naast de in de gevestigde maatschappij van toen zo belangrijke officiële onderscheidingen en de regelmatige productie van chevaletschilderijen, de tijd van enkele mooie opdrachten: de realisatie van een Belgisch memoriaal voor het Musée des Invalides in Parijs (1920-1921), aanstelling tot officier in de Kroonorde (1823), officier de l'Instruction public (een Franse onderscheiding toegekend in 1930), de aankoop van twee werken door de koning van Siam (1926), de bestelling van 12 grote tekeningen onder de titel Le Brabant dévasté door de provincie Brabant, bestemd voor de aankleding van de provincieraadzaal (1933), de decoratie van het paviljoen van de provincie Brabant op de wereldtentoonstelling van 1935 in Brussel, de versiering van een orgelzaal in de villa van een vriend te Biel/Bienne in Zwitserland, de realisatie van de "Villa chez Nous" aan de kust, bedoeld als logies voor kunstschilders (een initiatief van de Fondation Meyer).
Hij overleed in Brussel op 4 december 1943.

## Situering, stijl, thematiek
Baes was en bleef het prototype van de succesvolle, modieuze schilder, die feilloos de wensen van zijn verwende clientèle aanvoelde. Dit betekent dat hij buiten de nog niet algemeen aanvaarde moderne stromingen van zijn tijd zoals het expressionisme, het surrealisme en het non-figuratieve stond. Veruit de meeste werken stellen vrouwen voor. Er zijn voorstellingen van vrouwen bij die draagster zijn van een bepaalde stemming of een symbool: ze personifiëren de lente (in een bloesemtuin) of zijn bekommerd om het huishouden: breisters, spinsters. Een ander aspect waren de vrouwelijke naakten, afstandelijk maar sterk erotisch geladen. Sommige naakten echter zijn duidelijk voorstellingen van cabaretdanseressen (L’Étoile) of dure prostituees. In schril contrast hiermee staan de boerinnen: vrouwen die aardappels oogsten, die meewerken aan de hooioogst, de melkmeisjes… Zijn vrouwenfiguren hebben in de jaren 30 vaak een opvallende koningin Astrid-look. Ook mannelijke boerenfiguren schilderde hij met een bijzondere voorliefde.
Portretopdrachten van mondaine, modieuze dames of ernstige heren uit hogere kringen en bestellingen voor portretten van hun kinderen bleven zijn opdrachtenboekje constant vullen. Baes bezat het geheim zijn opdrachtgevers bijzonder geflatteerd weer te geven, zonder daarbij de waarheid al te veel geweld aan te doen. Veel aandacht ging ook naar de kledij, steeds modieus, en de texturen van de stoffen die hij op fenomenale wijze wist te suggereren. Een portretopdracht van koningin Astrid ging niet door omwille van het tragisch ongeval in Küssnacht.
In zijn portretten en naakten is hij qua geest te vergelijken met de al even zwierige kunst van zijn collega-landgenoten Fernand Toussaint, Jules van de Leene, Georges Lemmers, Jean Gouweloos en Henri Thomas. Landschappen, saloninterieurs en stillevens vallen op door bijzondere feeling voor materieweergave. Hij grijpt naar accessoires als kolokwinten, paddenstoelen, gebakken appels, sinaasappelen, rapen, tulpen…

## Grafiek, boekillustraties
De gebeurtenissen tijdens de Eerste Wereldoorlog grepen hem erg aan: hij tekende verwoeste dorpen, schetste de vluchtelingen en bracht een aantal van die tekeningen samen in de suite Brabant dévasté, aangekocht door de provincie Brabant. Een twaalftal tekeningen werden onder de naam Le Brabant dévasté gepubliceerd en voorzien van commentaren in sonnetvorm van Charles Gheude, uitgegeven bij Van Oest in Brussel in 1920. Baes illustreerde verder het boek Espagne van dezelfde Charles Gheude uitgegeven in 1932. Baes publiceerde in 1941 zelf een boek Histoire de Peintres, faits-divers over bevriende kunstenaars door hemzelf verteld en geïllustreerd.

## Tentoonstellingen
Baes stelde uitzonderlijk frequent tentoon. Er zijn de vele tientallen deelnemingen aan tentoonstellingen in groepsverband tussen 1897 en 1943: de driejaarlijkse salons in Brussel, Gent en Antwerpen (tot en met dat van Gent in 1933), de jaarlijkse salons van Pour l'Art tussen 1898 en 1941, de wereldtentoonstelling van 1900 in Parijs, München 1901, Saint Louis 1904, Luik 1905, de diverse salons van de Société des Beaux-Arts in Brussel tot in 1938, de tentoonstelling van de Belgische Kunst in Berlijn in 1908, de internationale tentoonstellingen in Venetië in 1912 en 1928, de internationale tentoonstelling in Pittsburgh-Philadelphia, New York en Saint Louis in 1926, de tentoonstelling van Belgische kunst in Bangkok in 1926, verder deelname aan meerdere groepstentoonstellingen in de zeer gerenommeerde Galerie Georges Giroux, de Galerie Studio, de Galerie de la Toison d'Or en de Galerie de l'Art, alle vier in Brussel. Tussen 1919 en 1943 stelde Baes bijna jaarlijks minstens één keer individueel tentoon, meestal in een Brusselse galerij (Salle Studio, Cercle artistique, Petite Galerie, Galerie des Artistes français, Nos peintres of de Galerie de l'Art belge), één enkele keer in Charleroi (Nouvelles galeries). In april-mei 1949 volgde een postume tentoonstelling in de Galeries de l'Art belge. Vanaf 1892 hield Baes een register van zijn schilderijen bij. Hij repertorieerde in totaal 1340 verkochte werken.

## Persoonlijkheid
Op persoonlijk familiaal vlak was Baes een welstellende, joviale man, gewaardeerd door de hoge klassen, bevriend met vele collega's, schrijvers e.a. Samen met enkele vrienden had hij een toneelgezelschap La joyeuse Compagnie du Chat Blond, dat voor beperkt gezelschap revues opvoerde en de winst bestemde voor een of ander liefdadig werk, zoals het Oeuvre de la Goutte de Lait. Sombere momenten op privéterrein waren de dood van zijn dochtertje Marguerite, amper twee jaar oud, in 1904 en van zijn andere dochter, Georgette in 1930, na een operatie. Baes had op de Molièrelaan een zeer pittoresk atelier (foto in Naegels, Lit.) waarin ook een aantal kunstwerken van bevriende kunstenaars hingen. Naar verluidt werkte hij 's morgens bij voorkeur aan figuurschilderen (portretten en naakten). Hij werkte voor beide naar levend model. Alleen voor portretten van overledenen (veel gevraagd tijdens en na de Eerste Wereldoorlog) werkte hij op basis van foto's. In de namiddag werkte hij aan stillevens en landschappen.
Een portret van Baes door Jacques Ochs staat op de cover van Pourquoi pas? van 27 februari 1913: Frans van Holder schilderde zijn portret.

## Trivia
- De Kon. Musea voor Schone Kunsten van België in Brussel bewaren een gipsen afgietsel van de hand van Baes (inv. Naegelsfonds 47 021).

## Musea
- Antwerpen K.M.S.K., Bretoense
- Brugge, Groeningemuseum, De schoonmaakster
- Brussel, K.M.S.K. van België, Moederschap
- Elsene, Museum van Elsene, Oogster
- Charleroi, Musée des Beaux-Arts, Boerin met zwarte kapmantel
- Ieper, Stedelijk Museum, Allegorie op de verwoesting van Ieper
- Kortrijk, Stedelijk Museum
- Nijvel, Musée Communal
- Oostende, Mu.ZEE (= Kunstmuseum aan Zee), Kerstnacht

- Brussel, Verzameling van de provincie Brabant
- Brussel, Kon. Verzameling (Geranium)
- Brussel, Belfius Collectie (ex-Gemeentekrediet)